# Pseudoliomera variolosa
Pseudoliomera variolosa är en kräftdjursart som först beskrevs av Lancelot Alexander Borradaile 1902.  Pseudoliomera variolosa ingår i släktet Pseudoliomera och familjen Xanthidae. Inga underarter finns listade i Catalogue of Life.